# El valle de México

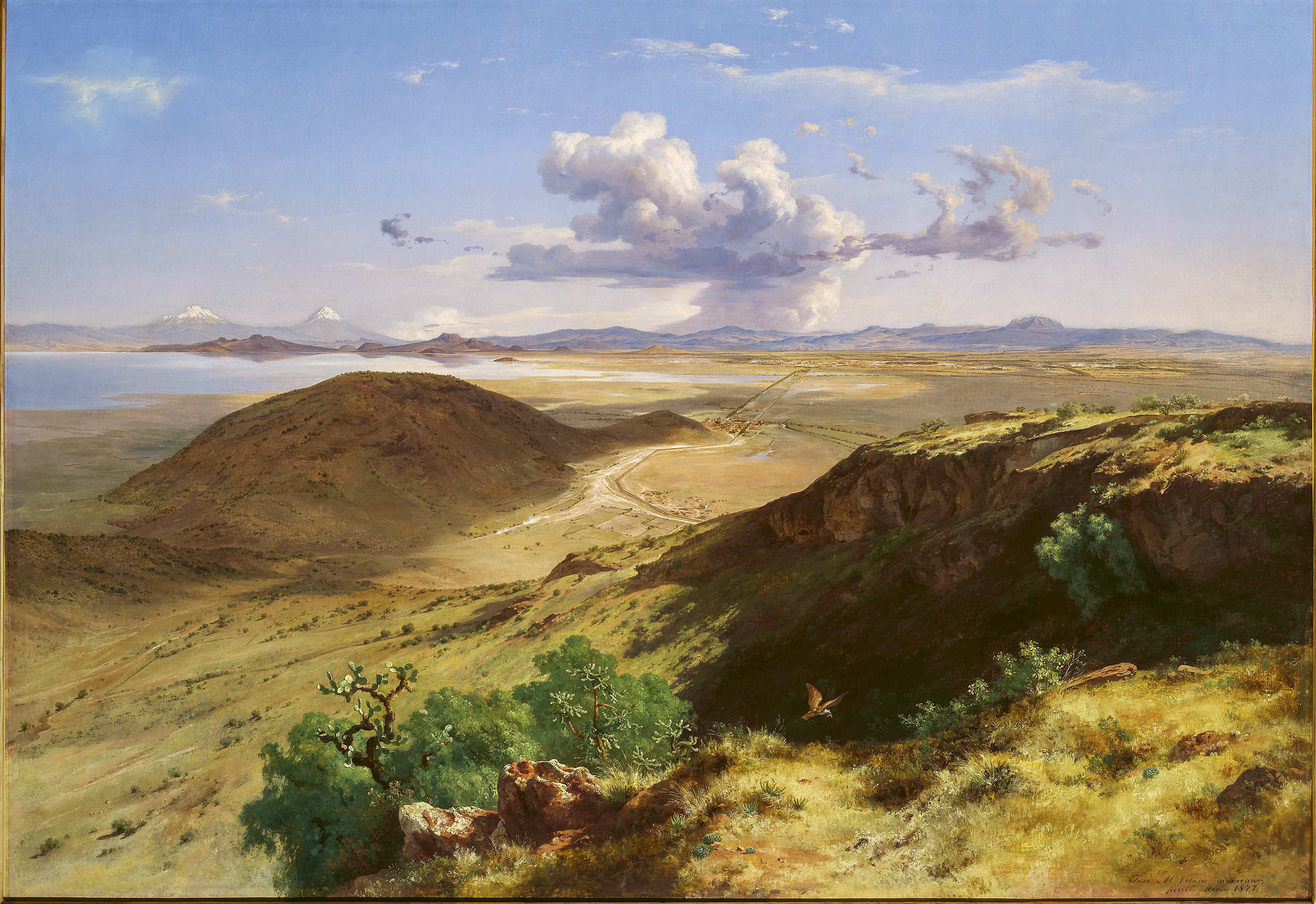
El valle de México, 1877

El valle de México, creada por el pintor mexicano José María Velasco (1840-1912), es una pintura al óleo sobre lienzo que mide 160 cm x 229.7 cm y se encuentra en el Museo Nacional de Arte de la Ciudad de México, Instituto Nacional de Bellas Artes. Pertenece a la vanguardia paisajista que nació en México gracias al autor de dicha obra en 1877. 
La pintura causó polémica por sus técnicas naturalistas y paisajistas que lograban crear una ilusión de fotografía que no era común en esa época.

## Historia

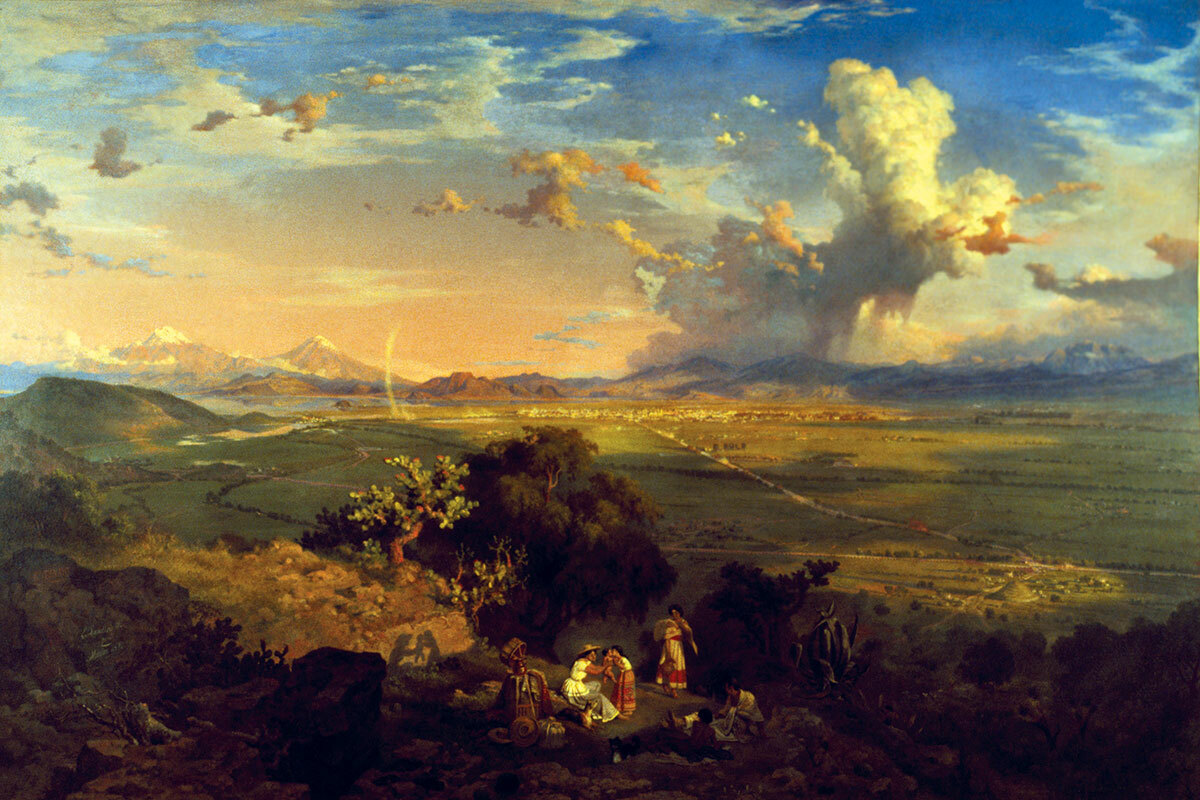
El valle de México desde el cerro de Tenayo, 1870, de Eugeno Landesio

El pintor naturalista mexicano José María Velasco lleva a cabo una serie de investigaciones para realizar la pintura que se volvería su obra maestra. Las investigaciones fueron de índole científica y botánica ya que él quería lograr plasmar la naturaleza y su anatomía a través de la pintura, es por eso que sus pinturas se utilizaban como ilustraciones para revistas científicas pues su exactitud y similitud con las especies reales es casi idéntica lo que funcionó para el estudio de las especies, cosa que no cualquier pintor podía lograr realizar en aquellos años.  
José María Velasco fue alumno del famoso pintor italiano, Eugenio Landesio, el cual realizó una pintura del mismo valle pero desde otro cerro aledaño El valle de México desde el cerro de Tenayo en 1870 que fue la inspiración de Velasco para crear el mismo su propio Valle de México. Cuando Landesio realizó su pintura, Velasco aún era aprendiz y al pasar de los años fue mejorando su técnica e incluso la obra de Velasco es reconocida por ser más realista a diferencia del cuadro que pintó Landesio.
Para lograr pintar el cuadro realizó un viaje donde subió la sierra de Guadalupe y al llegar al cerro de santa Isabel comenzó a realizar la pintura más famosa del artista.

## Análisis de la obra

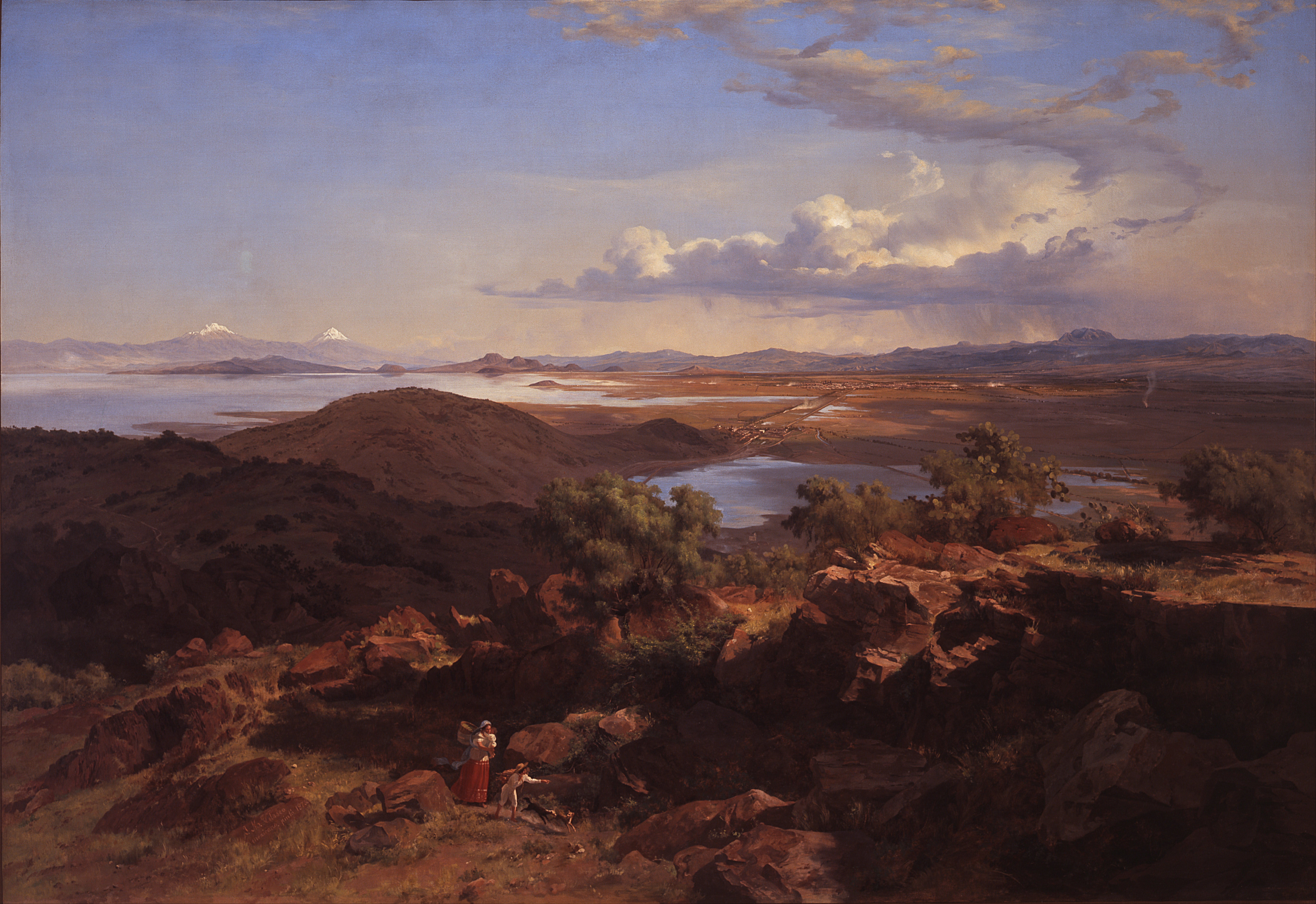
El valle de México desde el cerro de Santa Isabel 1875

La obra toma un papel muy importante en la historia de México ya que representa a la Ciudad de México y los volcanes Popocatépetl e Iztaccíhuatl, emblemas mexicanos de gran relevancia. Anteriormente Velasco había realizado otro cuadro del mismo valle(1875) pero con una indígena y sus hijos entre la flora y fauna. En el cuadro realizado dos años después, Velasco en su lugar, pinta un águila volando mientras devora a su presa. Éste cuadro marca su independencia como artista ya que su estilo representativo del paisajismo toma forma gracias a la transparencia del paisaje que lo representa de una manera más real, puesto que en el cuadro de Landesio resaltan los tonos rojizos que se vieron también representados en la pintura que realizó Velasco en 1875, sin embargo, decide llevar su técnica al realismo y tras estudios de conformaciones de nubes, investigación sobre la flora y fauna del lugar y la ubicación geográfica de la ciudad logró crear la pintura que ha sido reconocida por su asombrosa similitud con la realidad, desde los colores hasta las rocas y mezquites perfectamente plasmados.